# Joan Bernard Auffmorth
Joan Bernard Auffmorth, né le 9 novembre 1744 à Dinslaken et mort le 9 mars 1831 à Goor, est un homme politique néerlandais.

## Biographie
Procureur à Goor, Auffmorth entre au vroedschap de la ville en 1772. Il en devient bourgmestre en 1775 et le reste jusqu'en 1782. Partisan des patriotes, il redevient bourgmestre de Goor entre 1785 et 1787.
En mars 1796, il est élu député unitariste de Goor à la première assemblée nationale batave. Il est réélu en septembre 1797. Il préside l'assemblée du 25 décembre 1797 au 8 janvier 1798. Après le coup d'État unitariste du 22 janvier 1798, il conserve son siège de député. Il est élu député au Corps législatif batave le 31 juillet 1798 et le reste jusqu'au 28 juillet 1801.
Il devient ensuite huissier de justice des régions de Haaksbergen et de Diepenheim de 1802 à 1811,  conseiller de l'arrondissement Almelo (1811-1814) et puis juge de paix a Goor 1814-1831.